# 私有化

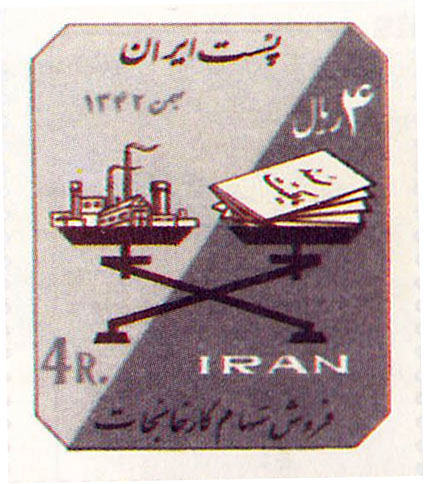
伊朗巴勒維王朝時代民營化國營工廠換取股份的標誌，後來因處理不當、貧富差距和裁員問題導致巴勒維王朝覆亡。

又稱，指的是一種将国有企业的所有权转给私人的商業模式。

## 定義
私有化一词有多種不同意思：
- 最常見的是指將原本由公共部門來執行計劃交給私營部門來做。
- 當一个公司或行业受到的監管减少時，私有化也可以作为“放鬆管制”的同義詞[2]。
- 同时，政府中的某一個機構也可以进行私有化，这时候叫做“特許經營”或“外包”，在這種情況下，私有化會提供以前在國營機構中享受不到的服務，符合市場效率，例如收稅、執法、供水、供電和監獄管理[3]。
- 私有化的另一個定義是，将上市公司的股份全部卖给同一个投资者，進而使一个公开公司（Public Company）转变为非公开公司（Private Company）[4][5]。

## 詞源
原本英文中沒有這個詞。該詞首次出現的時間是1923年4月，《紐約時報》的經濟版面中首次出現該詞，但是帶有引號，因為這是一篇德文翻譯。文章中提到，美國的一個私人公司要收購德國國有鐵路。而在德語中，這個詞至少從19世紀就開始使用了，而德語的詞源則是來自拉丁語，是從和拉丁語一樣拼法法的法語“privatus（私人的）”傳入德國的。
“再私有化”一詞也是直接從德語中翻譯過來的，於1930年代中期在美國被頻繁使用，因為《經濟學人》報導了德國在1931年的經濟危機時大量出售自己的國有銀行給私人股東，這種不尋常的行為讓該詞成為美國社會的日常口語。
由於英國首相玛格丽特·撒切尔（Margaret Thatcher）治下，眾多國家企業轉為民營企業，“私有化”一詞在20世紀70～80年代在英國也變得普遍。撒切尔借鑒了強烈支持私有化的英國國會議員——戴維·豪厄爾（David Howell）的說法，而豪厄爾又是從奧地利的管理學專家彼得·德魯克（Peter Drucker）在1969年的著作《不連續的時代》（The Age of Discontinuity）那裡看來的，而奧地利也屬於德語區。

## 概述

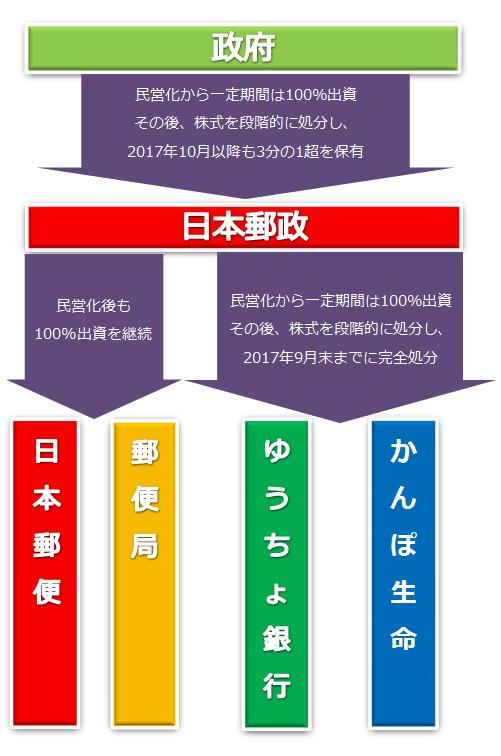
日本郵政民營化的方式

人们往往把「私有化」与工业企业或服务业（如采矿、制造业以及电力等）联系起来。然而，私有化可以被应用于任何资产，如土地、公路乃至自来水等。近年来，一些以往由政府提供的服务如教育、卫生事业等在许多国家成为私有化最热门的新对象。
理论上，私有化有利于建立自由市场，鼓励竞争；其支持者认为私有化的这一特点使公众以竞争性的价格获得更广泛的选择。与之相反，社会主义者反对私有化，认为政府将其对重要公共服务的控制权赋予私有企业会削弱公众对公共服务的控制，而这种行为将导致私有企业因追逐利润而过度压缩成本，并提高服务售价，造成公共服务品質低下，例如医疗、自来水、消防等部门的私有化。此外还有军事私有化形成的军工复合体和监狱私有化形成的监工复合体对和平和人身自由的侵蚀遭到广泛的批评。
一般而言，在第二次世界大战结束后的一段时期，许多国家实行国有化，但在1980年代到1990年代，私有化成为趋势（特别是在英国和美国）。这种私有化的趋势常被归纳为新自由主义政策“全球化浪潮”的一部分。观察家指出，撒切尔夫人和里根的政策对私有化的兴起有重要影响。“私有化”作为术语在1948年被提出，1980年代，由于在《经济学人》中多次出现，而普及起来。
私有化的计划被世界许多国家采用，这些计划分成三类。第一类是1989年后东欧转型经济体在建立市场经济体制的过程中进行的私有化改造。第二类是发展中国家在世界银行、国际货币基金组织等国际金融机构的影响和压力下进行的私有化计划。第三类是发达国家进行的私有化计划，其中进行的最全面且广泛的当数新西兰和英国在1980年代、1990年代进行的私有计划，而其中最大規模之私營化計劃是1991年元旦成立之德國郵政。

## 形式
私有化含多重意義，從廣義來說，主要有：
1. 資產的擁有權轉移即私有化，例如香港將房屋委員會的商場及停車場售予領匯
2. 利用私人市場的營運方式，無論目的是自負盈虧，還是為了謀取利潤，即私營化，在香港的例子包括房屋委員會、醫院管理局及香港機場管理局。
3. 把一些演藝團體改以商業原則運作，如：香港芭蕾舞團和管絃樂團。

具體的方法包括：
1. 把公營資產全部或局部賣給私人公司，又或是把股份上市出售。
2. 把服務外判。這種方式的私有化雖然沒有出售公產，但其控制或決策權則透過合約落入私人機構手中。合約用競投獲得，通常是價低者得。
3. 對公營服務的種種監管加以撤銷，特別是對那些已出售的壟斷性企業會這樣做。
4. 公司化。這種方式不涉及買賣公產，但是按私人公司結構去重組公營服務，用私人機構的方法去營運。公司化也常是民營化之前的過渡措施，例如大多數國家的郵政、電信服務民營化前會先從政府機構改組成公司。

## 反私有化运动
民營化是華盛頓共識的主項之一，G7以此來要求發展中國家（尤以中南美洲），世界銀行的經援就以受援國的民營化為達成協議的主條件之一。台灣遭受此壓力，1989年後多次被迫釋放官股黨股，也因此從事各種改革，2000年代以來更引發二次金改、油電雙漲等爭議。对诸如自来水、电力等重要公共服务部门的私有化建议常常遭到民间组织和居民的强烈反对。反私有化运动以游行示威和政治途径实现，有时则演变成为嚴重暴力冲突。例如玻利维亚中西部城市科恰班巴2000年发生的骚亂；秘鲁南部城市阿雷基帕2002年6月发生的骚动；2004年乌拉圭反自来水经营权私有化运动中，民间组织发起禁止自来水经营权私有化的全民公决，并于10月獲得通过。

### 文獻
- Nico Perrone (2002), Economia pubblica rimossa, Milan, Giuffrè ISBN 88-14-10088-8
- Mayer, Florian (2006) Vom Niedergang des unternehmerisch tätigen Staates: Privatisierungspolitik in Großbritannien, Frankreich, Italien und Deutschland, VS Verlag, Wiesbaden, ISBN 3-531-14918-0
- Megginson and Netter, From state to market: A survey of empirical studies on privatization, Journal of Economic Literature 39(2), June 2001, 321-89.
- Juliet D’Souza, William L. Megginson (1999), "The Financial and Operating Performance of Privatised Firms during the 1990s" （页面存档备份，存于）, Journal of Finance August 1999
- von Hayek, Friedrich, (1960) The Constitution of Liberty
- Smith, Adam (1994) The Wealth of Nations
- Stiglitz, Joseph Globalization and its Discontents
- “私有化”是好事还是坏事？ 中国经济网 2014-06-01